# Berillio
Il berillio è l'elemento chimico della tavola periodica degli elementi che ha numero atomico 4 e simbolo Be. Il berillio è il primo degli elementi del secondo gruppo del sistema periodico, facente parte del blocco s, ed è il capostipite dei metalli alcalino terrosi. Venne inizialmente chiamato glucinio per il sapore dolce di alcuni suoi sali.
È un elemento decisamente raro (~2 ppm sulla crosta terrestre) e, come pure gli altri del gruppo, è quasi esclusivamente bivalente, reattivo, anche se decisamente meno degli altri, ed è presente in natura solo in combinazione con altri elementi a formare minerali. Tra questi, i principali sono il berillo, da cui prende il nome, che è un alluminosilicato comprendente le varianti acquamarina, smeraldo e berillo rosso, e il crisoberillo, che invece è l'alluminato di berillio, di formula Be(AlO2)2.
Allo stato metallico è di colore grigio acciaio, è notevolmente duro, leggero e fragile, con un punto di fusione decisamente alto tra i metalli leggeri (1278 °C). Anche per questo, si presta ad essere usato in leghe leggere (principalmente con Cu e Ni), impiegate specialmente in campo aeronautico e aerospaziale.
Nel secondo gruppo il berillio è l'elemento con il più alto potenziale di ionizzazione (9,323 eV), il più piccolo raggio ionico (59 pm) ed è più elettronegativo (1,57) e il meno reattivo.
La relazione diagonale con l'alluminio fa sì che questi due elementi abbiano alcune proprietà simili, anche se il berillio è leggermente meno elettronegativo, ma più facilmente ossidabile rispetto all'alluminio il quale, d'altra parte, è molto meno pericoloso e che usiamo quotidianamente.
Il berillio viene usato principalmente in alcuni ambiti molto specifici dove è difficilmente sostituibile, ad esempio viene impiegato come agente rafforzante in alcune leghe di rame molto particolari.
L'uso del berillio richiede precauzioni perché è dannoso se inalato: gli effetti dipendono dai tempi e dalla quantità di esposizione. Se i livelli di berillio nell'aria sono sufficientemente alti (più di 1,0 mg/m³), può provocare una condizione che ricorda la polmonite, chiamata berilliosi acuta. Inoltre, risulta anche carcinogeno per l'uomo (A1-ACGIH).

## Caratteristiche
Il berillio ha uno dei punti di fusione più alti tra i metalli leggeri. Il modulo elastico di questo metallo è di circa ⅓ superiore a quello dell'acciaio (300 GPa contro i 210 GPa della lega ferrosa). Possiede una buona conducibilità termica (circa metà di quella dell'argento), è diamagnetico e resiste all'azione dell'acido nitrico concentrato. A differenza della maggior parte dei metalli, per la sua piccola massa atomica e bassa densità è relativamente permeabile ai raggi X, e rilascia neutroni se viene colpito da particelle alfa, emesse per esempio dal radio o dal polonio (circa 30 neutroni per milione di particelle alfa). In condizioni standard il berillio non si ossida all'aria (anche se la sua capacità di scalfire il vetro è probabilmente dovuta alla formazione di un sottile strato di ossido).

## Applicazioni
- Il berillio è usato come legante nella produzione di rame-berillio (grazie alla sua capacità di assorbire grandi quantità di calore). Le leghe rame-berillio sono usate in un'ampia gamma di applicazioni per via della loro conducibilità elettrica e termica, alta resistenza e durezza, proprietà diamagnetiche, oltre che alla resistenza a corrosione e fatica. Queste applicazioni includono la produzione di: elettrodi per la saldatura a punto, molle, attrezzi che non producono scintille e contatti elettrici.
- Grazie alla loro rigidità, leggerezza e stabilità dimensionale in un ampio raggio di temperature, le leghe rame-berillio sono usate nell'industria aerospaziale e militare come materiali strutturali leggeri per la fabbricazione di aerei supersonici, missili, veicoli spaziali e satelliti per telecomunicazioni.
- Sottili fogli di berillio vengono usati negli strumenti diagnostici a raggi X per filtrare la luce visibile e permettere solo ai raggi X di venire rilevati.
- Nel campo della litografia a raggi X, il berillio viene usato per la riproduzione di circuiti stampati microscopici.
- Il berillio è inoltre utilizzato nella costruzione di giroscopi, parti di computer, molle per orologeria e strumenti dove leggerezza, rigidità e stabilità dimensionale sono richieste.
- L'ossido di berillio è utile in molte applicazioni che richiedono un eccellente conduttore di calore, con alta forza e durezza, un alto punto di fusione, e che agisca come isolante elettrico.
- Composti al berillio venivano usati nei tubi delle lampade a fluorescenza, ma questo uso fu abbandonato per via della berilliosi che colpiva gli operai addetti alla loro produzione.
- Il berillio, in lega con il bronzo, viene utilizzato per produrre utensili antiscintilla.
- In HI-FI, grazie alla sua leggerezza e rigidità, il berillio viene talora utilizzato per produrre piccole parti dei fonorivelatori come il cantilever, la minuscola asticina che sostiene il diamante della puntina con la quale vengono lette le informazioni musicali contenute in un disco fonografico in vinile.
- Sempre in HI-FI il berillio viene talora utilizzato per la costruzione delle membrane dei tweeter, altoparlanti specializzati nella riproduzione delle alte frequenze.

## Applicazioni nucleari
Il berillio ha la proprietà di essere un moltiplicatore neutronico, in quanto assorbe un neutrone e ne rilascia altri due. Questa proprietà fu usata ai primordi degli sviluppi dei reattori nucleari da Fermi e dagli altri ricercatori introducendo barre di berillio nel reattore per aumentare il flusso neutronico verso il combustibile, causando gravi incidenti chimici.
Appena fu possibile, le barre e gli altri assorbenti di neutroni furono realizzate in altri materiali assorbenti di neutroni, meno pericolosi: tra essi il cadmio e l'argento. 
Si è riusciti infatti a garantire ugualmente l'autosostentamento della reazione di fissione.
Il maggior problema per l'uso del berillio nei reattori a fusione è dovuto al suo rigonfiamento (swelling) sotto irraggiamento neutronico anche a temperature relativamente modeste, che ne rende estremamente difficoltoso l'uso come struttura compatta, quindi l'utilizzo del berillio avviene generalmente come pebble bed, portando ad altri problemi legati alla valutazione del comportamento del letto in condizioni di alti flussi termici ed elevati sforzi sulle pareti del contenimento.
Il berillio risulta il migliore tra tutti i metalli moderatori, perché presenta la più bassa sezione di cattura di neutroni termici in confronto a qualsiasi altro metallo, e ha buone proprietà meccaniche, chimiche e di refrattarietà.
Nel campo della fusione si sfruttano le proprietà di moltiplicazione neutronica nel blanket dei futuri reattori di potenza, sono stati effettuati diversi studi di modelli di blanket che utilizzano il berillio come moltiplicatore, uno di essi è uno dei blanket proposti per DEMO.

## Etimologia e storia
Il nome dell'elemento deriva dal berillo, il minerale da cui principalmente esso si ricava, che era conosciuto fin dai tempi della dinastia tolemaica dell'Egitto (III secolo a.C.). Il suo nome greco era βήρυλλος  (bēryllos), termine che però era costruito sul pracrito veruḷiya, veḷuriya che indicava la gemma.
Nel 1798 Louis Nicolas Vauquelin, dopo aver trattato uno smeraldo (una varietà pregiata di berillo) con alcali in eccesso, riuscì poi a isolare da esso una nuova «terra», per la quale suggerì il nome «glucina» (glucine, in francese), dal greco γλυκύς  (glykýs), "dolce", a causa del sapore dolciastro di alcuni suoi derivati. Nel 1808 Humphry Davy condusse eperimenti con la glucina, senza però riuscire a isolarne l'elemento metallico, che propose di chiamare «glucinio». Il nome «berillio» per l'elemento venne dato poi da Friedrich Wöhler nel 1828, che lo isolò indipendentemente da Antoine Bussy, trattando con potassio metallico il cloruro di berillio. Tuttavia, entrambi i nomi, e quindi i rispettivi simboli (Gl e Be), rimasero in uso a seconda degli autori sino al 1949, quando la IUPAC scelse berillio come nome standard dell'elemento.

## Disponibilità
Il berillio si trova in 30 diversi minerali, i più importanti dei quali sono: bertrandite, berillo, crisoberillo e fenacite. Forme preziose di berillo sono l'acquamarina e lo smeraldo. Le più importanti fonti commerciali di berillio e dei suoi composti sono il berillo e la bertrandite. Attualmente, il grosso della produzione di questo elemento è ottenuta riducendo il fluoruro di berillio con il magnesio. Il berillio non fu disponibile in grosse quantità fino al 1957.
{\displaystyle {\ce {BeF2 + Mg -> MgF2 + Be}}}

## Isotopi
Il berillio è il primo dei 21 elementi monoisotopici: il suo solo isotopo stabile è il nuclide 9Be. In ambiente terrestre il berillio è anche mononuclidico, in quanto il berillio è presente essenzialmente soltanto come 9Be, a parte altri suoi isotopi presenti solo in tracce. Questo fa sì che alla sua massa atomica contribuisca essenzialmente soltanto questo suo nuclide e pertanto essa è conosciuta con grande accuratezza e quindi con molte cifre significative: M(Be) = 9,0121831 ± 0,0000005 u.
L'isotopo 9Be (spin 3/2-) è il «nuclide specchio» dell'isotopo del boro 9B (spin 3/2-), che è radioattivo e decade con espulsione di protone, in quanto ha i protoni e i neutroni scambiati rispetto ad esso.
Il berillio è l'unico elemento monoisotopico avente un numero di protoni pari (Z = 4) e un numero di neutroni dispari (N = 5). A differenza della gran parte di altri elementi aventi Z pari, che hanno sempre un isotopo stabile con N pari, l'isotopo 8Be, che soddisfa a questo requisito, si spacca quasi immediatamente in due particelle alfa (vide infra).

### Isotopi radioattivi
I due principali e più longevi isotopi radioattivi del berillio, presenti in tracce appena significative perché cosmogenici, generati cioè dall'impatto di raggi cosmici con nuclei di azoto e ossigeno dell'atmosfera, sono 7Be e 10Be.
Il nuclide 7Be (spin 3/2-), pur avendo solo tre neutroni, cioè neutroni in difetto rispetto ai protoni, nonostante ciò è stabile come nucleo atomico isolato (7Be4+), senza elettroni intorno.  Invece, in presenza di essi, diviene instabile e decade per cattura elettronica (ε): il nucleo cattura un elettrone del guscio 1s e si trasforma così nel nuclide stabile 7Li (uno dei due isotopi naturali del litio), con espulsione di un neutrino elettronico:
7Be   →   7Li + ν
In seguito a tale processo si ha emissione di raggi X per la conseguente riorganizzazione elettronica che ha luogo a causa del posto vuoto lasciato nell'orbitale dall'elettrone catturato e che può portare anche all'emissione di elettroni Auger. L'emivita del 7Be è 53,22 giorni e l'energia rilasciata è Q = 0,862 MeV.
Il nuclide 10Be (spin 0), con un neutrone in più rispetto all'isotopo stabile del berillio, va soggetto al decadimento β−, producendo il 10B, cioè il primo dei due isotopi stabili del boro:
10Be   →   10B + e− + anti-ν
L'energia di decadimento è di 0,556 MeV. Il 10Be è un isotopo con emivita lunga: 1,513 milioni di anni.
Questo isotopo si genera, insieme ad altri come il carbonio-14, per l'impatto dei raggi cosmici con l'azoto e l'ossigeno presenti nell'atmosfera terrestre e il suo tasso di produzione varia al variare dell'attività solare.
Poiché ossidi e idrossidi di berillio (derivanti dal 10Be cosmogenico) sono solubili in mezzo acquoso solo con pH inferiore a 5,5 (e nella maggior parte dei casi l'acqua piovana ha pH inferiore a 5), essi entrano in soluzione con la pioggia e sono da questa trasportati sulla superficie terrestre. Man mano che si stabilisce il contatto col suolo la soluzione diventa più alcalina, i composti del berillio si separano dalla soluzione come precipitato e si depositano sul terreno. Il berillio cosmogenico si accumula quindi sulla superficie del suolo, dove il suo tempo di dimezzamento  (~1,5 milioni di anni) non gli impedisce una lunga permanenza prima di trasformarsi in quantità significative in 10B. Il 10Be presente nei suoi composti è stato usato per esaminare l'erosione del suolo, la formazione del suolo dalla regolite e la formazione di terreno lateritico, così come per lo studio delle variazioni nell'attività solare e dell'età dei ghiacciai.

#### Altri isotopi radioattivi a vita molto breve
Il nuclide 6Be (spin 0) è estremamente instabile: decade facendo intervenire l'interazione nucleare forte con l'espulsione di 2 protoni, con un'emivita estremamente breve, tipica di questa interazione, di 1,37×10-21 secondi, dando elio-4:
6Be   →   4He + 2 p+
Il nuclide 8Be (spin 0), nonostante sia un nuclide con Z e N entrambi pari, è estremamente instabile, interviene anche qui l'interazione nucleare forte, con la tipica brevissima emivita, pari ad appena 8,2×10-17 secondi: il suo nucleo si spacca in due (fissione), dando due nuclei stabilissimi di elio-4 (particelle α); l'energia di decadimento è molto piccola: Q = 0,092 MeV:
8Be   →   2 4He (= α + α)
Spesso questo modo di decadimento è classificato anche come decadimento alfa.
Il nuclide 11Be decade β− per il 97% dei casi, dando il boro-11, l'altro isotopo stabile del boro (Q = 11,51 MeV):
11Be   →   11B + e− + anti-ν
per il restante 3% decade (β− + α), dando 7Li (Qα = 2,84 MeV); T1/2 = 13,81 secondi.
Il fatto che il 7Be e il 8Be siano instabili ha profonde conseguenze cosmologiche, perché significa che la fusione nucleare durante il big bang non può avere prodotto elementi più pesanti del berillio. Inoltre i livelli di energia nucleare del berillio-8 sono tali per cui il carbonio può essere prodotto all'interno delle stelle rendendo la vita possibile.

## Precauzioni
Il berillio e i suoi sali sono sostanze tossiche e cancerogene (A1-ACGIH) riconosciute. La berilliosi cronica è una malattia polmonare granulomatosa causata dall'esposizione al berillio. La berilliosi acuta, in forma di pneumatosi chimica venne segnalata per la prima volta in Europa nel 1933 e negli Stati Uniti nel 1943. Casi di berilliosi cronica furono per primi descritti nel 1946 tra i lavoratori di fabbriche per la produzione di lampadine a fluorescenza nel Massachusetts. La berilliosi cronica ricorda la sarcoidosi in molti aspetti, e la distinzione tra le due è spesso difficile.
Anche se l'uso di composti al berillio nei tubi a fluorescenza è stato cessato nel 1949, il rischio di esposizione al berillio esiste nell'industria aerospaziale e nucleare, nella raffinazione del metallo di berillio, nella fusione di leghe contenenti berillio, nella produzione di apparecchi elettronici e nel trattamento di altri materiali che lo contengono.
I primi ricercatori assaggiavano il berillio e i suoi composti al fine di verificarne la presenza attraverso la caratteristica dolcezza. I moderni apparati diagnostici non necessitano più di queste procedure rischiose e non bisogna in alcun modo ingerire la sostanza. Il berillio e i suoi composti devono essere maneggiati con la massima cura e speciali precauzioni devono essere prese durante lo svolgimento di attività che possono produrre il rilascio di polvere di berillio (il tumore ai polmoni è un possibile risultato di una prolungata esposizione alla polvere di berillio).
Questa sostanza può essere maneggiata in sicurezza se si seguono certe procedure. Nessun tentativo di maneggiare il berillio deve essere fatto prima di aver familiarizzato con le corrette procedure.

## Effetti sulla salute
Il berillio è dannoso se inalato, gli effetti dipendono dai tempi e dalla quantità di esposizione. Se i livelli di berillio nell'aria sono sufficientemente alti (più di 1000 μg/m³), si può andare incontro a una condizione che ricorda la polmonite ed è chiamata berilliosi acuta.
Alcune persone (1-15%) sviluppano una sensibilità al berillio. Questi individui possono sviluppare una reazione infiammatoria alle vie respiratorie. Questa condizione viene chiamata berilliosi cronica, e può manifestarsi molti anni dopo l'esposizione a livelli di berillio superiori alla norma (maggiori di 0,2 µg/m³). Questa malattia fa sentire deboli e stanchi, e può causare difficoltà nella respirazione. Può anche provocare anoressia, perdita di peso e portare, in casi avanzati, a problemi cardiaci. Alcune delle persone sensibili al berillio possono non manifestare sintomi. In generale la popolazione non rischia di contrarre la berilliosi acuta o cronica, in quanto i livelli di berillio normalmente nell'aria sono molto bassi (0,00003-0,0002 µg/m³).
Nessun caso di effetti dovuti all'ingestione di berillio è stato segnalato sugli esseri umani, poiché lo stomaco e l'intestino ne assorbono pochissimo. Ulcere sono state riscontrate in cani sottoposti a una dieta contenente berillio. Il contatto del berillio con delle lesioni sulla pelle può provocare eruzioni o ulcerazioni.
L'esposizione al berillio per lunghi periodi può incrementare i rischi di sviluppare il cancro ai polmoni.
L'agenzia internazionale per la ricerca sul cancro (IARC) ha stabilito che il berillio è una sostanza cancerogena. L'agenzia americana EPA ha stimato che un'esposizione a vita a 0,04 µg/m³> di berillio può risultare in una possibilità su mille di sviluppare il cancro.
Non esistono studi degli effetti dell'esposizione al berillio sulla salute dei bambini. È probabile che questi siano simili a quelli riscontrati negli adulti ma non si sa se i bambini abbiano una sensibilità differente.
Non si sa inoltre se l'esposizione al berillio possa provocare difetti alla nascita o in altre fasi dello sviluppo. Gli studi condotti sugli animali non hanno portato a prove conclusive.
Il berillio può essere misurato nelle urine e nel sangue. Il livello riscontrato non è indicativo di quanto recente sia stata l'esposizione. I livelli di berillio possono essere misurati anche in campioni di pelle e polmoni.
Un altro esame sanguigno, esame di proliferazione dei linfociti da berillio, individua la sensibilità al berillio ed è un valore predittivo della berilliosi cronica.
I livelli tipici di berillio che le industrie possono rilasciare nell'aria sono nell'ordine di 0,01 µg/m³, in media su un periodo di 30 giorni.